# Puibert
Puibert fue un municipio español de la provincia de Huesca.

## Toponimia
El lugar puede aparecer referido con las grafías «Puibert» y «Puivert».

## Historia
Hacia mediados del siglo XIX, el lugar tenía ayuntamiento propio. Aparece descrito en el decimotercer volumen del Diccionario geográfico-estadístico-histórico de España y sus posesiones de Ultramar de Pascual Madoz con las siguientes palabras:

PUIBERT: l. en la prov. de Huesca (13 leg.) part. jud. de Benabarre (1), dióc. de Lérida (10), aud. terr. y c. g. de Zaragoza (20), ayunt. de Aler. sit. en un barranco al O. de la cab. de part.; su clima es frio; sus enfermedades mas comunes fiebres catarrales. Tiene 2 casas; igl. parr. (San Donato), cuyo servicio presta el capítulo ecl. de Benabarre; una ermita (Ntra. Sra. de las Beatas), y una fuente de buenas aguas. Confina con Torres del Obispo, Pueyo y Benabarre. El terreno es de sscano en su mayor parte, con solo uno que otro pequeño huerto de regadío. Los caminos dirigen á los pueblos limítrofes. Recibe la correspondencia de Benabarre. prod.: centeno, trigo, escallo, cebada, vino, aceite y bellota; cria ganado lanar, cabrío y de cerda, y caza de conejos y liebres. pobl.: (V. el cuadro sinóptico del partido).
(Madoz, 1849, p. 291)

El municipio de Puibert desapareció de cara al censo de 1857 y el territorio pasó a formar parte del de Aler.